# 石上莲
石上莲（学名：Oreocharis benthamii var. reticulata）为苦苣苔科马铃苣苔属下的一个变种。

## 扩展阅读
- 維基物種上的相關：石上莲